# Мјехов
Мјехов (пољ. Miechów) је град у Пољској у Војводству Малопољском у Повјату miechowski. Према попису становништва из 2011. у граду је живело 11.927 становника.

## Становништво
Према прелиминарним подацима са пописа, у граду је 2011. живело 11.927 становника.
| 2002.  | 2011.  | 2012.  |
| ------ | ------ | ------ |
| 11.870 | 11.927 | 11.845 |

## Партнерски градови
- Волочиск